# Agrostis toluccensis
Agrostis toluccensis é uma espécie de gramínea do gênero Agrostis, pertencente à família Poaceae.